# Ruimte (astronomie)
De ruimte of kosmische ruimte is, in de astronomie en de ruimtevaart, het deel van het heelal dat zich op meer dan 100 kilometer van de aarde bevindt. Deze grens is de denkbeeldige Kármánlijn, die de afstand vanaf het aardoppervlak aangeeft, waar de aardatmosfeer ophoudt. De Kármánlijn is feitelijk een denkbeeldig boloppervlak, dat de aarde op 100 kilometer afstand omgeeft, en dat de aarde, en de haar omringende aardatmosfeer of dampkring insluit.

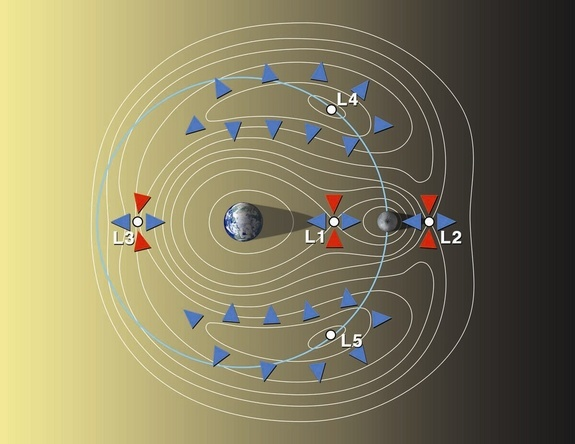
aarde-maan-lagrangepunten. Cislunar space is alles dichterbij dan L2, daarbuiten ligt Deep Space

Deep space is het deel van het heelal op grotere afstand dan de aarde-maan-lagrangepunten, ruim verder dan de maan. Cislunar space omvat het heelal binnen de afstand van de aarde-maan-lagrangepunten, dus eigenlijk alles vanaf de aarde tot aan langrangepunt 2.

## De ruimte als vacuüm
De ruimte is bij benadering een vacuüm. De intergalactische ruimte bevat enkele duizendsten (0,001 of 10-3) waterstof-atomen per kubieke centimeter. Ter vergelijking: in ingeademde aardse  lucht zitten ongeveer 1019 atomen per kubieke centimeter. De ruimte bevat daarnaast zeer weinig atomen van andere elementen, met name metalen en stofdeeltjes. Volgens de meeste theorieën is de ruimte daarnaast rijk aan donkere energie en donkere materie. Objecten met een ongeregelde baan, zoals meteoroïden en kometen, kunnen er zich ongehinderd, zonder weerstand doorheen verplaatsen.

## Interplanetaire ruimte
De interplanetaire ruimte is de ruimte tussen de planeten binnen het zonnestelsel. Deze ruimte bevat interplanetaire materie - vooral kosmische straling, geïoniseerde atoomkernen en diverse subatomaire deeltjes. De interplanetaire ruimte loopt tot aan de heliopauze, waar de heliosfeer overgaat in de interstellaire ruimte. Vanzelfsprekend hebben exoplaneten hun eigen interplanetaire ruimte.

## Interstellaire ruimte
De interstellaire ruimte is alle ruimte in een sterrenstelsel die niet bezet wordt door sterren en hun planetenstelsels. De materie en straling in de interstellaire ruimte is het interstellair medium.
Twee interstellaire kometen die in de interplanetaire ruimte van het zonnestelsel zijn waargenomen zijn Oumuamua in 2017 en 2I/Borisov in 2019.
De enige door mensen gemaakte objecten die interstellaire ruimte hebben bereikt, zijn de ruimtesonde Voyager 1 en Voyager 2.

## Intergalactische ruimte
De intergalactische ruimte is de ruimte tussen twee sterrenstelsels, maar binnen een cluster, bijvoorbeeld tussen de Melkweg en de Andromedanevel. Doordat de over het hele heelal verspreide sterrenstelsels heel ver uit elkaar liggen, maakt de intergalactische ruimte veruit het grootste deel van het heelal zelf uit. Zo is bijvoorbeeld de doorsnede van de Melkweg zo'n 150.000 lichtjaar, terwijl het dichtstbijzijnde sterrenstelsel, de Andromedanevel, pas op een afstand van zo'n 2,2 miljoen lichtjaar ligt. Volgens de meest gangbare theorie zal de intergalactische ruimte in de toekomst een exponentieel steeds groter wordend deel van het heelal gaan uitmaken, doordat de sterrenstelsels steeds sneller uit elkaar drijven. Doordat de intergalactische ruimte zo groot is, is de dichtheid binnen het heelal zeer laag en daarmee ook de zwaartekracht. Dit maakt het mogelijk dat de uitdijing van het heelal voor onbepaalde tijd door kan gaan.

### Intragalactisch medium
In de intragalactische ruimte bevindt zich een soort van plasma, het intergalactisch medium dat waarschijnlijk grotendeels uit geïoniseerd waterstof bestaat en precies evenveel elektronen als protonen bevat. De reden om aan te nemen dat het hier om geïoniseerd gas gaat, is dat de temperatuur hoog genoeg is om het mogelijk te maken dat gebonden elektronen in een waterstofkern ontsnappen. De dichtheid van het intergalactisch medium is naar schatting 10 tot 100 maal de gemiddelde dichtheid van het heelal. Studies tonen aan dat het intergalactisch medium waargenomen kan worden en een groot deel van de ontbrekende materie van het heelal verklaart.

## Superholte
De ruimte tussen clusters van sterrenstelsels (of tussen superclusters) wordt superholte genoemd. Hierin bevinden zich weinig sterrenstelsels.